# Гедройц, Мельхиор
Мельхио́р Гедро́йц (1536 — 6 апреля 1609) (лит. Merkelis Giedraitis) — государственный и церковный деятель Великого княжества Литовского. Епископ самогитский (жемайтский) с 1575 года. Способствовал развитию литовского языка и литовского книгопечатания.

## Биография
Происходил из литовского княжеского рода Гедройцев, который в XVI веке уже не играл значительной политической роли в государстве. Отец Мельхиора, Матеуш Гедройц, служил при дворе королевы Боны и по её протекции был наместником Кернаве и Майшаголе, а позднее маршалком господарским. Матерью Мельхиора была княгиня Анна Крошинская.
С 1550 года Мельхиор учился в университетах Европы: Кёнигсбергском, Виттенбергском, Тюбингенском и Лейпцигском — но учёной степени так и не получил.

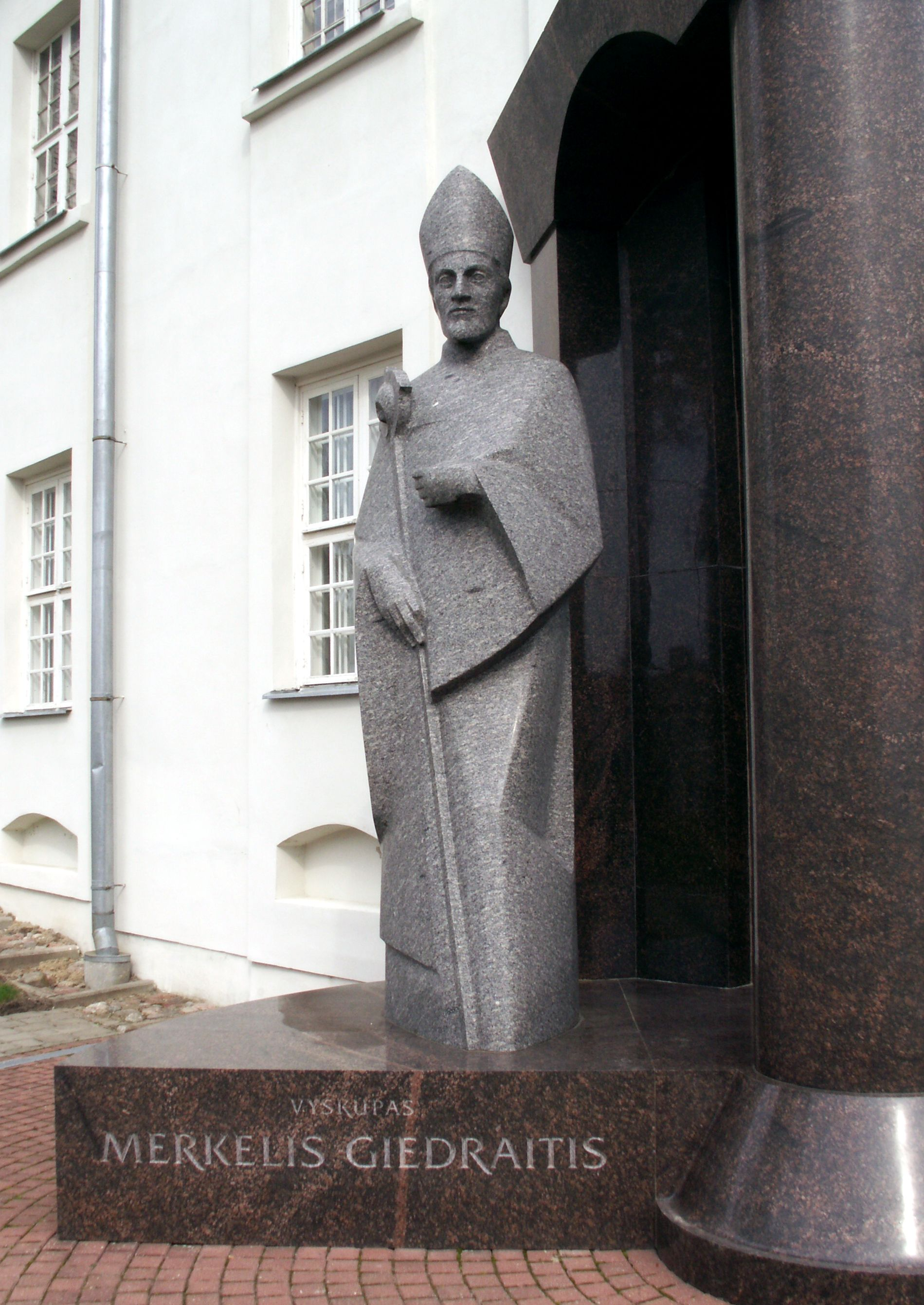
Памятник Мельхиору Гедройцу в Литве

В 1569 году был послом от Виленского повета на Люблинский сейм, где подписал акт Люблинской унии. Неизвестно, был ли Мельхиор Гедройц протестантом, но уже в 1570-е, вероятно, был католиком, а в 1571 году стал священником. Находясь под опекой виленского епископа Валериана Протосевича, в 1572 году получил от него назначение на должность кусташа (лат. custos) капитула. После смерти епископа самогитского Юрия Петкевича в июле 1574 года участники виленской конвокации предложили назначить на его место Мельхиора Гедройца. В 1575 году Мельхиор ездил во Францию, чтобы принести присягу ещё остававшемуся королём польским и великим князем литовским Генриху Валуа. 16 января 1576 года Мельхиор был утверждён в должности римским папой Григорием XIII, а 22 апреля 1576 в Вильне рукоположен в сан епископа самогитского. При назначении отмечались его глубокие знания канонического права и теологии.
Мельхиор принимал активное участие в общественной жизни Великого княжества Литовского. 25 мая 1580 года в Виленском кафедральном соборе вручил Стафану Баторию шляпу и меч, освещённые папой на поход против Ивана IV Грозного. Активно участвовал в работе сеймов, неоднократно возглавлял комиссии по установлению государственных границ и мира с Русским государством. Мельхиор также работал в скарбовым трибунале, проводил ревизии великокняжеских имуществ. В историографии Мельхиор Гедройц как «литовский сеператист» (Станислав Хербст), «литовский патриот» (Зенонас Ивинскис), одной из важнейших целей Мельхиор считал сохранение государственности Великого княжества Литовского после Люблинской унии.
Мельхиор Гердойц был одним из самых активных епископов — сторонников контрреформации. За неустанную борьбу с возрождением язычества получил прозвище «второго крестителя Жемайтии», лично участвовал в вырубке священных дубов и погашении священного огня на горе Бируты. Согласно с постановлениями Тридентского собора проводил реформирование костёла, способствовал подготовке священников, владеющих литовским языком, а также книгоизданию на литовском языке. Во время его епископства, в 1603 году, в Жемайтии был основан первый бернардинский монастырь. В 1607 году Мельхиор основал специальную миссию для проповеди среди латышей. Подарил собственную библиотеку, состоящую из, примерно, 100 книг, иезуитской коллегии в Крожах. Часто посещал приходы, проповедовал на литовском языке, сам слушал исповеди верующих. Похоронен в кафедральном соборе в Варняе.
Для культурной деятельности епископа в Жемайтии, согласно Зенонасу Ивинскису, была характерна литовская направленность. За собственные деньги издал первые на территории Великого княжеств Литовского печатные книги на литовском языке: Катехизис иезуита Якова Ледесмы («Катехизис, или наука, необходимая каждому христианину», 1595) и «Постилу католическую» Якуба Вуека (1599) в литовских переводах Николая Даукшы. Опекал Матея Стрыйковского, которого устроил на должность каноника самогитского.
Единственное известное произведение авторства Мельхиора Гедройца — «Элегия на смерть Катерины Волович» (Elegia in mortem Catharinae Wolowicz, Regiomonti, 1561), из которой видно хорошее знание автором античной и христианской литературы.